# VTV Cup 2015
Giải bóng chuyền nữ quốc tế VTV Cup 2015 là giải đấu lần thứ 12 với sự phối hợp tổ chức của Liên đoàn bóng chuyền Việt Nam và Đài Truyền hình Việt Nam. Giải đấu được tổ chức tại Nhà thi đấu Thể dục thể thao tỉnh Bạc Liêu.

## Truyền hình
- Các trận đấu được truyền hình trực tiếp trên kênh VTV6, VTV Cần Thơ 2 và Đài Phát thanh - Truyền hình Bạc Liêu. Các buổi truyền hình trực tiếp do Ban Sản xuất các Chương trình Thể thao (S-VTV) phối hợp với Trung tâm Truyền hình Việt Nam tại Thành phố Cần Thơ (VTV Cần Thơ) thực hiện.

## Các đội tham dự[1]
- Việt Nam
- Đại học Nam Kinh
- Liêu Ninh
- U-23 Thái Lan
- CHDCND Triều Tiên
- Philippines